# رامون ألبرتو كاستيلو
رامون ألبرتو كاستيلو (بالإسبانية: Ramon Alberto Castillo)‏ هو لاعب كرة قدم ومدرب كرة قدم هندوراسي في مركز الهجوم، ولد في 10 يونيو 1985 في San Manuel, Cortés ‏ في هندوراس. لعب مع ريال إسبانيا ونادي بلاتنسي ونادي ماراثون.